# Англоавстралийцы
Англоавстралийцы (англ. English Australian) или английские австралийцы — австралийцы английского происхождения, первая по численности этническая группа в Австралии и вторая по численности «национальность», согласно австралийской переписи населения, после «австралиец» (к «австралийцам» также отнесли «английских австралийцев»). По результатам переписи населения Австралии в 2006 году 6,3 миллионов или 32 % опрошенных назвались «англичанами» или словосочетанием включающей «англо-» и «английский». Перепись также документально определила 860000 жителей Австралии как рождённых в Англии. Большинство из англоавстраллийцев — потомки английских поселенцев, которые прибывали в Австралию в течение периода колонизации и в период между двумя мировыми войнами. Это основное население Австралии.

## История

### Первые поселения и колонизация
Заселение англичанами Австралии началось благодаря английскому военному адмиралу Артуру Филиппу. Он был первым европейским колонизатором австралийского континента, а также именно он основал поселение, известное сейчас как город Сидней.
Во многих английских колониях была установлена система губернаторов-собственников, которые назначались торговыми документами английскими акционерными обществами и должны были основывать и управлять поселениями.
Англия была преемницей колонизации голландцами «Новой Голландии», переименованной в государство Австралия в 1774 году.
18 августа 1786 года Британским правительством было принято решение отправлять английских каторжников к Ботаничечкому заливу, ответственность по организации и выбору руководства пал на тогдашнего Министра Внутренних дел Лорда Сиднея и его помощника Эвана Нипина. Вскоре после этого началась подготовка кораблей, каторжников, охраны и провизии. В то время для постройки 5 больших кораблей требовалось 1300 человек, поэтому отобранные каторжники, в том числе и женщины из окружных тюрем, были отправлены на корабль Дюнкирк в Плимуте и Нью Джейл в Саутварке. По прогнозам оптимистов, отплытие должно было произойти в октябре, но произошли серьёзные проволочки. В середине апреля 1787 года издание «St. James Chronicle» сообщало, что «может показаться странным, но мы достоверно осведомлены о том, что транспорт для отправки в Ботанический залив ещё не спущен на воду».
Приблизительно 200000 англичан эмигрировали в 1776 году в Австралию. Именно благодаря англичанам приток иммигрантов в течение девятнадцатого века был сильным и устойчивым. Первая волна активного притока англичан началась в конце 1850-х. Иммиграция постоянно повышалась из-за неспокойной обстановки в Соединённом Королевстве вплоть до 1862 года, затем она замедлилась и медленно снижалась приблизительно в течение десятилетия. Большинство эмигрантов были небольшие фермеры и фермеры-арендаторы из бедствующих сельских графств на юге и западе Англии и городских рабочих, которые сбегали от угнетения и социальных и промышленных перемен в конце 1820- начале 1840 годов. Пока одни английские иммигранты были погружены в мечты о создании модели утопического общества в Австралии, других притягивал соблазн новых земель, текстильные фабрики, железные дороги и добыча полезных ископаемых. Поэтому много английских поселенцев уехали из Австралии в США в 1850-х во времена Калифорнийской Золотой Лихорадки.

### Иммиграция англичан после 1850-х
После того как Австралия перестала использоваться как исправительная колония, иммиграция англичан продолжилась и взамен снижению пришло значительное её увеличение. В конце 1860-х ежегодная иммиграция англичан достигла 60000 человек и продолжала расти до 1872 года (75000 человек в год). Финальная и наиболее сильная волна иммиграции началась в 1879 года и продолжалась до 1893 года. В течение этого периода годовая иммиграция англичан насчитывает более 80000 человек, достигая пика в 1882 и 1888 годах. Строительство австралийских трансконтинентальных железных дорог, заселение огромных равнин и индустриализация привлекали опытных и профессиональных эмигрантов из Англии. Но также, значительно подешевевший проезд на пароходе дал возможность и простым городским рабочим приезжать в Австралию, и неквалифицированные работники и работники средней квалификации, шахтёры, строители и составили большинство этих новых английских иммигрантов. До тех пор пока большинство их не переселилось в Австралию, многие ремесленники были временными, возвращашимися в Англию после одного-двух сезонов работы. Группы английских иммигрантов приезжали в Австралию как миссионеры Армии Спасения для работы с активистами церкви евангелистов и мормонов. Экономический спад 1893 резко снизил английскую иммиграцию, и она оставалась низкой в течение большей части двадцатого века. Снижение иммиграции заменилось подъёмом во время Второй Мировой Войны, когда более 100000 англичан (18 % из которых евразийские иммигранты) приехало из Англии. В этой группе был большой контингент фронтовых жен, которые приезжали с 1945 по 1948. В эти годы на каждого мужчину-эмигранта приходилось по четыре женщины-эмигрантки. Много английских индусов и бирманцев стали приезжать в страну после получения независимости от Соединённого Королевства в 1947 и 1948 соответственно. Иммиграция англичан возросла до 150000 человек и превысила 170000 человек в 1960-х, как раз в то время когда английские и европейские поселенцы английского происхождения покидали Сингапур и Малайзию и уезжали в Австралию после того как Сингапур и Малайзия получили независимость от Великобритании в 1963 году. Пока различия были сильны, не удивительно, что английские иммигранты сталкивались с небольшими трудностями в ассимиляции к австралийской жизни. Австралийское недовольство политикой Британского правительства редко переносилось на английских поселенцев, которые прибыли в первое десятилетие XIX века. Первые южноафриканские поселенцы английского происхождения приехали в Австралию в 1994, когда Нельсон Мандела был избран первым чернокожим южноафриканским президентом. После возвращения суверенитета Гонконга Великобританией людям республики Китай в 1997 году множество англичан и евразийцев английского происхождения уехали в Австралию. В течение всей истории Австралии английские иммигранты и их потомки играли значительную роль и в правительстве и каждом аспекте австралийской жизни.
Пока англоавстралийцы остаются второй по численности огромной национальностью согласно переписи 1990 года, они представлены во всех уровнях национального и местного управления так, что в любом списке австралийских сенаторов, верховных судей, губернаторов, членов законодательныъх органов, они бы составили множество, если не абсолютное большинство.
Соединённое Королевство продолжает оставаться основным источником постоянных иммигрантов в Австралии.

## Премьер-министры английского происхождения
Многие из премьер-министров Австралии имеют английские корни. В особенности первые премьер-министры были преимущественно английского происхождения.
1. Эдмунд Бартон, 1-й премьер-министр 1901—1903 (родители-англичане)
2. Альфред Дикин, 2-й премьер-министр 1903—1904, 1905—1908, 1909—1910 (родители-англичане)
3. Сэр Джозеф Кук, 6-й премьер-министр 1913—1914 (родился в Англии)
4. Эрл Кристмас Графтон Пейдж, 11-й премьер-министр 1939 (отец из Англии)
5. Гарольд Эдвард Холт, 17-й премьер-министр 1966—1967
6. Сэр Джон Грей Гортон 19-й премьер-министр 1968—1971 (отец-англичанин)
7. Эдвард Гоф Уитлэм 21-й премьер-министр 1972—1975 (английское происхождение)
8. Роберт Джеймс Ли Хоук 23-й премьер-министр 1983—1991 (английское происхождение)
9. Джон Уинстон Ховард 25-й премьер-министр 1996—2007
10. Кевин Радд, 26-й премьер-министр 2007—2010 (его предки были каторжник Томас Радд из Лондона и Мэри Кейбл из Эссекса в Англии)